# Bahnstrecke Nantes–Châteaubriant
| Citadis Dualis zwischen Saffré-Joué und Nort-sur-Erdre |                                                              |                                                           |                                                           |
| Streckennummer (SNCF): | 519 000                                                      |                                                           |                                                           |
| Kursbuchstrecke (SNCF): | 370                                                          |                                                           |                                                           |
| Streckenlänge: | 63 km                                                        |                                                           |                                                           |
| Spurweite: | 1435 mm (Normalspur)                                         |                                                           |                                                           |
| Stromsystem: | Doulon–La Chapelle-s-E: 750 V =                              |                                                           |                                                           |
| Stromsystem: | Bahnhof Nantes–Doulon und ab La Chapelle-s-E: 25 kV, 50 Hz ~ |                                                           |                                                           |
| Zweigleisigkeit: | Babinière–La Chapelle-Centre                                 |                                                           |                                                           |
| |                                                              |                                                           |                                                           |
| \| \| \| von Saint Nazaire \| \| \| \| \| Straßenbahn Nantes, Linie 1 \| \| \| \| \| Bahnhof Nantes eh. Nantes-Orléans \| \| \| \| \| 8 Zwischenstationen auf der Straßenbahn, \| \| \| \| \| Straßenbahn durchgängig direkt neben Bahnstrecke \| \| \| \| \| n. Nantes-État, Saint-Gilles-Croix-de-Vie, Saintes, Tours \| \| \| \| \| von Nantes-État und La Roche-sur-Yon \| \| \| \| 430,4 \| Doulon zu Nantes \| Doulon zu Nantes \| \| \| 431,1 \| nach Segré \| nach Segré \| \| \| 433,1 \| Haluchère-Batignolles zu Nantes \| Haluchère-Batignolles zu Nantes \| \| \| \| \| \| \| \| 433,4 \| Saint-Joseph zu Nantes \| Saint-Joseph zu Nantes \| \| \| \| Ranzay zu Nantes \| \| \| \| \| gepl. Verknüpfung zum Straßenbahnnetz \| \| \| \| 434,5 \| Viaduc de la Jonelière (Erdre) \| Viaduc de la Jonelière (Erdre) \| \| \| 434,7 \| Route nationale 844 \| Route nationale 844 \| \| \| \| geplante Verknüpfung mit Straßenbahnlinie 2 \| \| \| \| 435,1 \| Babinière zu La Chapelle-sur-Erdre \| Babinière zu La Chapelle-sur-Erdre \| \| \| 436,9 \| Autoroute A11 \| Autoroute A11 \| \| \| 437,9 \| Erdre-Active zu La Chapelle-sur-Erdre \| Erdre-Active zu La Chapelle-sur-Erdre \| \| \| 439,3 \| La Chapelle-sur-Erdre \| La Chapelle-sur-Erdre \| \| \| \| nach Blain \| \| \| \| 439,6 \| La Chapelle-Centre \| La Chapelle-Centre \| \| \| 440,9 \| La Chapelle-Aulnay \| La Chapelle-Aulnay \| \| \| 441,6 \| Hocmard \| Hocmard \| \| \| 445,0 \| Sucé-sur-Erdre \| Sucé-sur-Erdre \| \| \| 450,9 \| Casson \| Casson \| \| \| 451,0 \| Canal de Nantes à Brest \| Canal de Nantes à Brest \| \| \| 456,5 \| Nort-sur-Erdre \| Nort-sur-Erdre \| \| \| 464,0 \| Saffré-Joué \| Saffré-Joué \| \| \| 469,5 \| Abbaretz \| Abbaretz \| \| \| 477,6 \| Don (Vilaine) \| Don (Vilaine) \| \| \| 479,5 \| Issé \| Issé \| \| \| 483,3 \| La Claie zu Issé \| La Claie zu Issé \| \| \| 487,3 \| La Cantraie zu Erbray \| La Cantraie zu Erbray \| \| \| \| von Montoir-de-Bretagne und Ploërmel \| \| \| \| 491,8 \| Châteaubriant \| Châteaubriant \| \| \| \| Bahnstrecke Sablé–Montoir-de-Bretagne nach Sablé \| \| \| \| \| Bahnstrecke Châteaubriant–Rennes \| \| |                                                              |                                                           |                                                           |
| Tunnelende |                                                              | von Saint Nazaire                                         | von Saint Nazaire                                         |
| Strecke · U-Bahn-Strecke |                                                              | Straßenbahn Nantes, Linie 1                               | Straßenbahn Nantes, Linie 1                               |
| Bahnhof · U-Bahn-Haltepunkt / Haltestelle |                                                              | Bahnhof Nantes eh. Nantes-Orléans                         | Bahnhof Nantes eh. Nantes-Orléans                         |
| Strecke · U-Bahn-Haltepunkt / Haltestelle |                                                              | 8 Zwischenstationen auf der Straßenbahn,                  | 8 Zwischenstationen auf der Straßenbahn,                  |
| Strecke · U-Bahn-Strecke |                                                              | Straßenbahn durchgängig direkt neben Bahnstrecke          | Straßenbahn durchgängig direkt neben Bahnstrecke          |
| Abzweig geradeaus und nach rechts · U-Bahn-Strecke |                                                              | n. Nantes-État, Saint-Gilles-Croix-de-Vie, Saintes, Tours | n. Nantes-État, Saint-Gilles-Croix-de-Vie, Saintes, Tours |
| Abzweig geradeaus und von rechts · U-Bahn-Strecke |                                                              | von Nantes-État und La Roche-sur-Yon                      | von Nantes-État und La Roche-sur-Yon                      |
| Dienststation / Betriebs- oder Güterbahnhof · U-Bahn-Strecke | 430,4                                                        | Doulon zu Nantes                                          | Doulon zu Nantes                                          |
| Abzweig geradeaus und nach rechts · U-Bahn-Strecke | 431,1                                                        | nach Segré                                                | nach Segré                                                |
| Bahnhof · U-Bahn-Bahnhof | 433,1                                                        | Haluchère-Batignolles zu Nantes                           | Haluchère-Batignolles zu Nantes                           |
| Kreuzung mit U-Bahn · U-Bahn-Abzweig geradeaus und nach rechts |                                                              |                                                           |                                                           |
| ehemaliger Bahnhof · U-Bahn-Strecke | 433,4                                                        | Saint-Joseph zu Nantes                                    | Saint-Joseph zu Nantes                                    |
| Strecke · U-Bahn-Kopfbahnhof Strecke ab hier außer Betrieb |                                                              | Ranzay zu Nantes                                          | Ranzay zu Nantes                                          |
| Verschwenkung nach links · Verschwenkung nach rechts (Strecke außer Betrieb) |                                                              | gepl. Verknüpfung zum Straßenbahnnetz                     | gepl. Verknüpfung zum Straßenbahnnetz                     |
| Brücke über Wasserlauf | 434,5                                                        | Viaduc de la Jonelière (Erdre)                            | Viaduc de la Jonelière (Erdre)                            |
| Brücke | 434,7                                                        | Route nationale 844                                       | Route nationale 844                                       |
| Abzweig geradeaus und ehemals nach links |                                                              | geplante Verknüpfung mit Straßenbahnlinie 2               | geplante Verknüpfung mit Straßenbahnlinie 2               |
| Haltepunkt / Haltestelle | 435,1                                                        | Babinière zu La Chapelle-sur-Erdre                        | Babinière zu La Chapelle-sur-Erdre                        |
| Strecke mit Straßenbrücke | 436,9                                                        | Autoroute A11                                             | Autoroute A11                                             |
| Haltepunkt / Haltestelle | 437,9                                                        | Erdre-Active zu La Chapelle-sur-Erdre                     | Erdre-Active zu La Chapelle-sur-Erdre                     |
| ehemaliger Bahnhof | 439,3                                                        | La Chapelle-sur-Erdre                                     | La Chapelle-sur-Erdre                                     |
| Abzweig geradeaus und ehemals nach links |                                                              | nach Blain                                                | nach Blain                                                |
| Haltepunkt / Haltestelle | 439,6                                                        | La Chapelle-Centre                                        | La Chapelle-Centre                                        |
| Haltepunkt / Haltestelle | 440,9                                                        | La Chapelle-Aulnay                                        | La Chapelle-Aulnay                                        |
| Brücke über Wasserlauf | 441,6                                                        | Hocmard                                                   | Hocmard                                                   |
| Bahnhof | 445,0                                                        | Sucé-sur-Erdre                                            | Sucé-sur-Erdre                                            |
| ehemaliger Haltepunkt / Haltestelle | 450,9                                                        | Casson                                                    | Casson                                                    |
| Brücke über Wasserlauf | 451,0                                                        | Canal de Nantes à Brest                                   | Canal de Nantes à Brest                                   |
| Bahnhof | 456,5                                                        | Nort-sur-Erdre                                            | Nort-sur-Erdre                                            |
| ehemaliger Haltepunkt / Haltestelle | 464,0                                                        | Saffré-Joué                                               | Saffré-Joué                                               |
| Haltepunkt / Haltestelle | 469,5                                                        | Abbaretz                                                  | Abbaretz                                                  |
| Brücke über Wasserlauf | 477,6                                                        | Don (Vilaine)                                             | Don (Vilaine)                                             |
| Bahnhof | 479,5                                                        | Issé                                                      | Issé                                                      |
| ehemaliger Haltepunkt / Haltestelle | 483,3                                                        | La Claie zu Issé                                          | La Claie zu Issé                                          |
| ehemaliger Haltepunkt / Haltestelle | 487,3                                                        | La Cantraie zu Erbray                                     | La Cantraie zu Erbray                                     |
| Abzweig geradeaus und ehemals von links |                                                              | von Montoir-de-Bretagne und Ploërmel                      | von Montoir-de-Bretagne und Ploërmel                      |
| Bahnhof | 491,8                                                        | Châteaubriant                                             | Châteaubriant                                             |
| Abzweig geradeaus und ehemals nach rechts |                                                              | Bahnstrecke Sablé–Montoir-de-Bretagne nach Sablé          | Bahnstrecke Sablé–Montoir-de-Bretagne nach Sablé          |
| Strecke |                                                              | Bahnstrecke Châteaubriant–Rennes                          | Bahnstrecke Châteaubriant–Rennes                          |

Die Bahnstrecke Nantes–Châteaubriant ist eine 63 km lange französische Bahnstrecke von SNCF Réseau. Sie verbindet die Regionshauptstadt Nantes mit dem nördlich gelegenen Châteaubriant. Sie befindet sich vollständig im Département Loire-Atlantique in der Region Pays de la Loire.
Sie wurde 1877 von der Compagnie du chemin de fer de Paris à Orléans (PO) in Betrieb genommen. 1980 stellte die SNCF den Personenverkehr und den größten Teil des Güterverkehrs ein, bevor sie die Strecke 2008 komplett schloss. 2014 wurde sie für den Personenverkehr im Rahmen eines Tram-Train-Projektes wiedereröffnet.

## Geschichte

### Überblick
- 1866 Staatliche Entscheidung, die Strecke bauen zu lassen und die Konzession an die PO zu vergeben[1]
- 23. Dezember 1877 Eröffnungsfahrt[1]
- 1939 Erstmalige Einstellung des Personenverkehrs[1]
- 1944 Zerstörung des pont de la Jonelière durch die Wehrmacht, dadurch Einstellung des Gesamtverkehrs[2]
- 1948 Nach Wiederaufbau der Brücke Wiedereröffnung für Personen- und Güterverkehr[1][2]
- 1. Juni 1980 Erneute Einstellung des Personenverkehrs[3]
- 1986 Güterverkehr nur noch Nantes–La Chapelle[4]
- Seit 1990er Jahren Diskussionen über Wiedereinführung des Personenverkehrs[5]
- 2008 Schließung ab Doulon[4]
- 9./10. Juni 2008 Öffentliche Anhörung zur Wiedereröffnung[6]
- November 2008 Feststellung des öffentlichen Interesses an einer Wiedereröffnung als Tram-Train[7]
- 28. Februar 2014 Wiedereröffnung der Gesamtstrecke[8]

### Vorgeschichte
Die Städte Le Mans, Rennes, Nantes und Angers wurden zwischen 1851 und 1863 mit Bahnstrecken untereinander verbunden.
Châteaubriant fand sich im Westen eines „Vierecks der Leere“ wieder.
Ein Bahnanschluss wurde als wirtschaftliche Rettung angesehen, die Industrie und Landwirtschaft den Aufschwung ermöglichen würde; insbesondere der Metallindustrie, die unter starker Konkurrenz aus England litt. Die Regierung  wollte vorrangig Laval (zwischen le Mans und Rennes an der Bahnstrecke Paris–Brest) mit der Loire verbinden, neben einer Variante nach Angers war auch eine nach Nantes über Châteaubriant in der Diskussion.
Am Ende entschied man sich für zwei Verbindungen. Die erste führte von Sablé nach Chateaubriant, die später einen Abzweig nach Laval erhielt und aus der sich die Bahnstrecke Sablé–Montoir-de-Bretagne entwickelte; sie wurde einschließlich des Bahnhofes in Chateaubriant an die Compagnie des chemins de fer de l’Ouest (Ouest, Betreiber von Paris-Brest) vergeben. Die Verbindung von Chateaubriant nach Nantes wurde als zweite gleichzeitig an die Compagnie du chemin de fer de Paris à Orléans (PO, Betreiber von (Paris–) Tours–Nantes) konzessioniert und am 26. Juli 1866 offiziell bestätigt.

### Bau, Eröffnung und erste Betriebsjahre
Die Planungen begannen 1872 und die endgültige Trasse wurde im Dezember 1873 genehmigt, nicht ohne Druck der Gemeinden, einen Halt in ihrem Ort zu erhalten. Sechs Zwischenbahnhöfe waren anfangs vorgesehen: Saint-Joseph-de-Porterie, La Chapelle-sur-Erdre, Sucé-sur-Erdre, Nort-sur-Erdre, Abbaretz und Issé. Die Bauarbeiten dauerten bis zur Eröffnungsfahrt am 23. September 1877, am selben Tag wurde auch Châteaubriant–Segré (–Sablé) in Betrieb genommen. In den folgenden drei Jahrzehnte öffneten auf lokalen Druck hin fünf weitere Bahnhöfe: Doulon, Casson, Le Pavillon (bald in Saffré-Joué umbenannt), La Claie und La Cantraie.

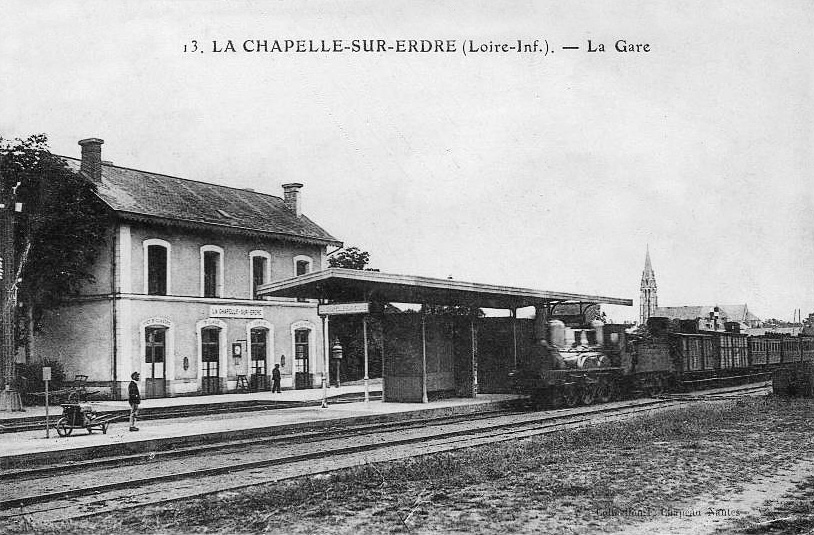
Personenzug in La Chapelle-sur-Erdre um 1900

Châteaubriant entwickelte sich im letzten Viertel des 19. Jahrhunderts zu einem Bahnknoten. 1881 wurde die Strecke nach Rennes eröffnet, 1881 bis 1885 wurde etappenweise die Verlängerung der Bahnstrecke aus Sablé nach Montoir-de-Bretagne in Betrieb genommen. 1896 folgte die Strecke nach Messac (an der Bahnstrecke Rennes–Redon), die 1906 bis Ploërmel verlängert wurde. In Doulon bestand von 1885 bis 1939 (Personenverkehr) beziehungsweise 1989  Anschluss an die Bahnstrecke Segré–Nantes. In La Chapelle zweigte von 1901 bis 1952 (Personenverkehr auch nur bis 1939) eine Bahnstrecke Blain–La Chapelle-sur-Erdre ab.

### Personenverkehr bis 1980

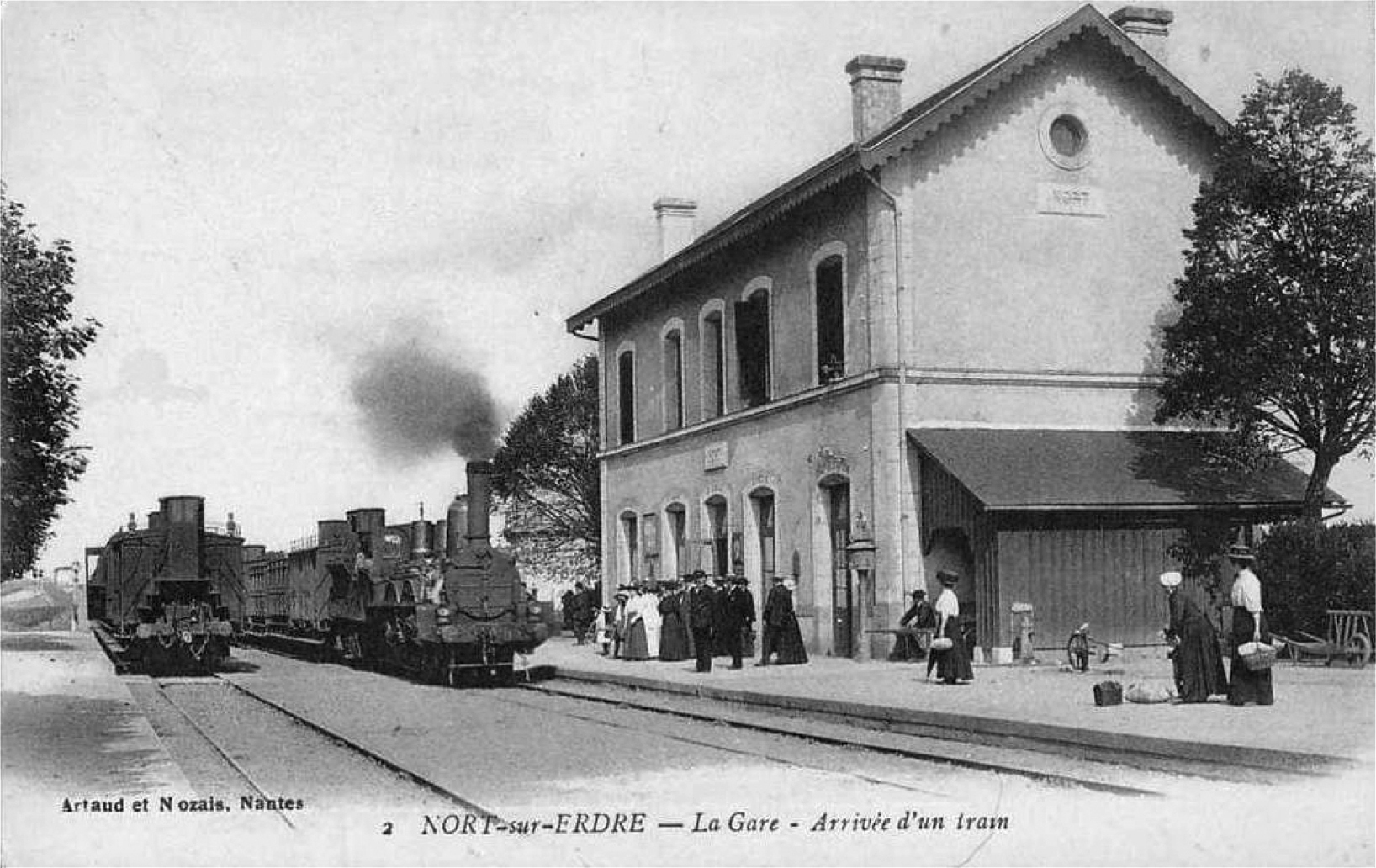
Bahnhof Nort-sur-Erdre um 1900 mit zwei Zügen

Die Strecke wurde nur schwach von Reisenden genutzt. Bis 1980 gab es nicht mehr als drei planmäßige Hin- und Rückfahrten pro Tag. Die Fahrzeit betrug zwischen zwei und dreieinhalb Stunden. Teilweise wurden Güterzügen Reisezugwagen mitgegeben. 1934 betrug der Umsatz mit Fahrgästen 10 892 Francs, weniger als ein Viertel der ebenfalls von der PO betriebenen Bahnstrecke Saint-Nazaire–Le Croisic.
1938 brauchten die Züge noch 1 h 13 min. 1939 wurde die Strecke für den Personenverkehr geschlossen, gleichzeitig mit vielen andere Nebenstrecken in Frankreich. Doch die Busse waren teilweise überfüllt, so dass die junge SNCF erneut Personenwagen an Güterzüge hängte. 1944 sprengte die Wehrmacht die Brücke von Jonelière, womit die Strecke komplett unbenutzbar war.
1948 war die Brücke wieder aufgebaut und sowohl der Reise- als auch der Güterverkehr wurden wieder aufgenommen. Im Personenverkehr wurde sie vor allem für den Schüler- und Berufsverkehr genutzt.

### Ende des Personenverkehrs 1980
Nachdem 1977 noch ein entsprechendes Gesetz abgelehnt worden war, wurde den SNCF am 24. September 1979 erlaubt, den unrentablen Personenverkehr auf Nebenstrecken einzustellen oder auf die Straße zu verlagern. Zum 1. Juni 1980 endete der Personenverkehr, der Rückzug Anfang der 1980er Jahre betraf insgesamt etwa 10 000 km französischer Bahnstrecken.
Zu diesem Zeitpunkt betrug das Defizit der Linie 4,47 Millionen Francs. Jeder Zug war mit durchschnittlich 34 Reisenden besetzt, womit diese Bahnstrecke die am stärksten nachgefragte der damals geschlossenen Verbindungen war.
Der letzte Triebwagen verkehrte am 31. Mai 1980.

### Güterverkehr
In den 1880er Jahren wurde hauptsächlich Eisen aus Segré zu den Schmieden und Hüttenwerken in Nantes, Chantenay, Saint-Nazaire und Trignac befördert. Die Bahn erlaubte die Gewinnung von Eisen, die Metallindustrie, den Maschinenbau und die Landwirtschaft weiterzuentwickeln, deren Produkte hauptsächlich in Châteaubriant, Nort-sur-Erdre, Abbaretz und Issé verladen wurden. Feldbahnen vom Typ Decauville brachten bis 1931 Eisenerz von den Bergwerken bei Abbaretz zu den Bahnhöfen in Abbaretz und Issé. Für einige Hochöfen bei Abbaretz und im benachbarten Moisdon-la-Rivière brachte die Bahn nichts mehr, sie waren zu veraltet. Auch Vertreter von Nort-sur-Erdre verlangten die Wiedereröffnung einer Kohlegrube, deren Schließung 1864 mit schlechter Verkehrsverbindung begründet worden war, was die Besitzer jedoch ablehnten; 1927 wurde sie endgültig zugeschüttet.
1909 erreichte das Frachtaufkommen in Châteaubriant das des regionalen Konkurrenten in Couëron. Zu dieser Zeit bis in die 1920er Jahre wurden im Bereich Saint-Joseph einige Industriebetriebe aufgebaut und mit Anschlussgleisen mit dem Bahnhof Saint-Joseph verbunden. Hier, im Norden von Nantes, entwickelten sich die Lokomativbauer Batignolles-Châtillon, die Heizungsbauer Saunier Duval, eine Landmaschinenfabrik und eine Großmühle. Ähnliches geschah in Châteaubriant, wo die Firma Huard 1907 in eine neue Fabrik am Bahnhof umzog; 1930 wurde die Gießerei Leroy gegründet; als letztes folgte 1972 ein Güterwagenwerk mit Anschluss an die Strecke nach Montoir-de-Bretagne. Alle diese Firmen empfingen oder versendeten Güter mit der Eisenbahn; ebenso eine Molkerei in Issé, die Butter für Paris und London produzierte, hinzu kamen landwirtschaftliche Produkte.
Während der Zeit von 1950 bis 1970 reduzierte und konzentrierte sich der Güterverkehr auf Düngemittel aus den Fabriken bei Issé und Nort-sur-Erdre.

### Schließung 2008
Nach der Einstellung des Personenverkehrs 1980 blieb die Strecke bis Issé für die dortige Düngemittelfabrik in Betrieb. Ein bis zwei Züge pro Monat fuhren nach La Rochelle, ins Elsass und in die Pyrenäen. Nachdem die Fabrik 1986 verkauft wurde, entfiel dieser Verkehr. Es blieb noch der Getränkehersteller France Boissons in La Chapelle-sur-Erdre, der bis 2008 durchhielt, dem Jahr, in dem der Grundsatzbeschluss zum Tram-train fiel. damit endete der Güterverkehr auf der Strecke.

### Projekte zur Wiedereröffnung

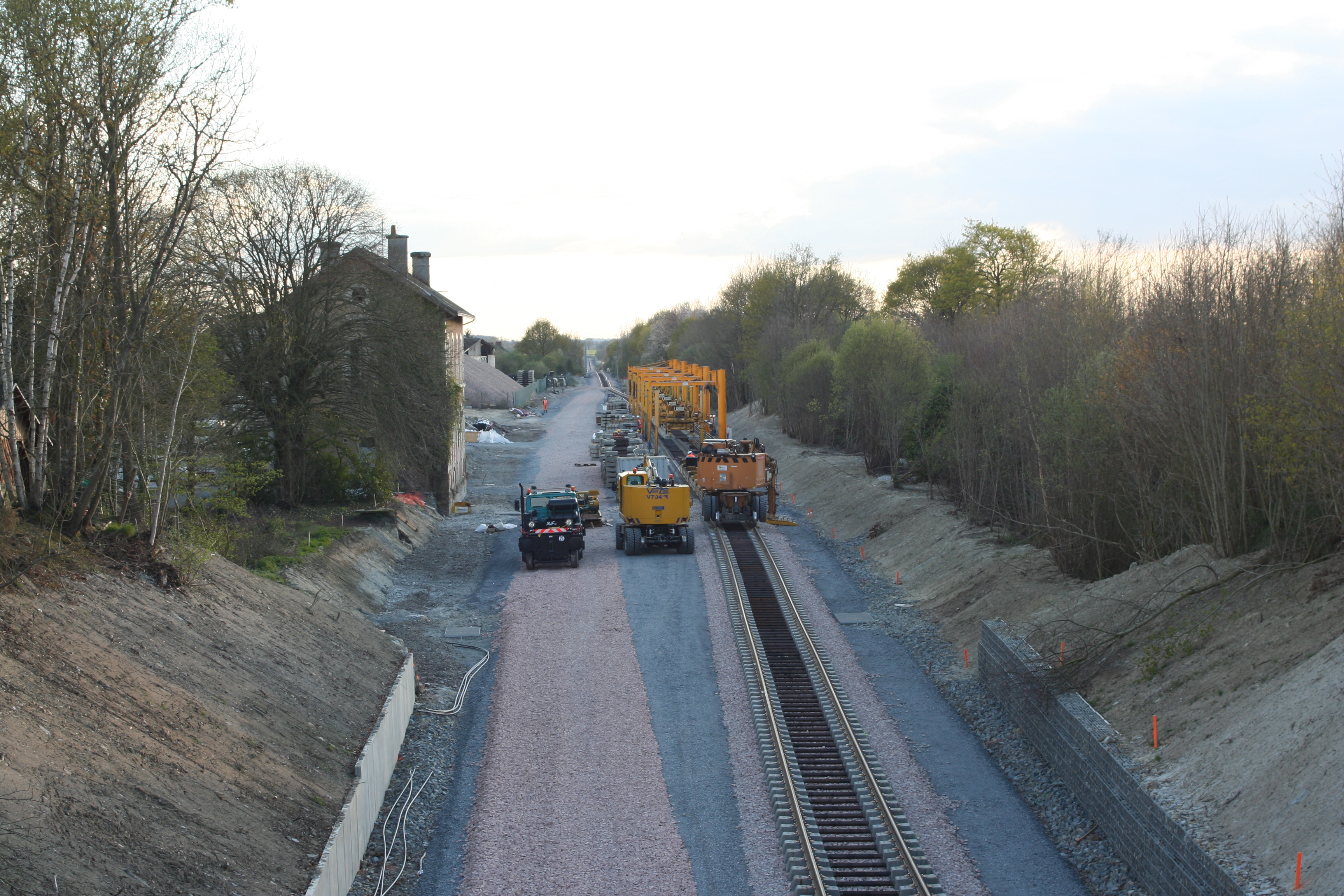
Umbau in Issé

Gegen Ende der 1970er Jahre wurde in Nantes über den Aufbau einer „métro léger“ (Stadtbahn, der Begriff Straßenbahn wurde damals gemieden), wurde ein Teil der Bahnfläche für einen symbolischen Franc verkauft. > In den 1980er Jahren wurde die Straßenbahnlinie 1 zur Station Beaujoire verlängert und kreuzt die Bahnstrecke auf gleicher Höhe.

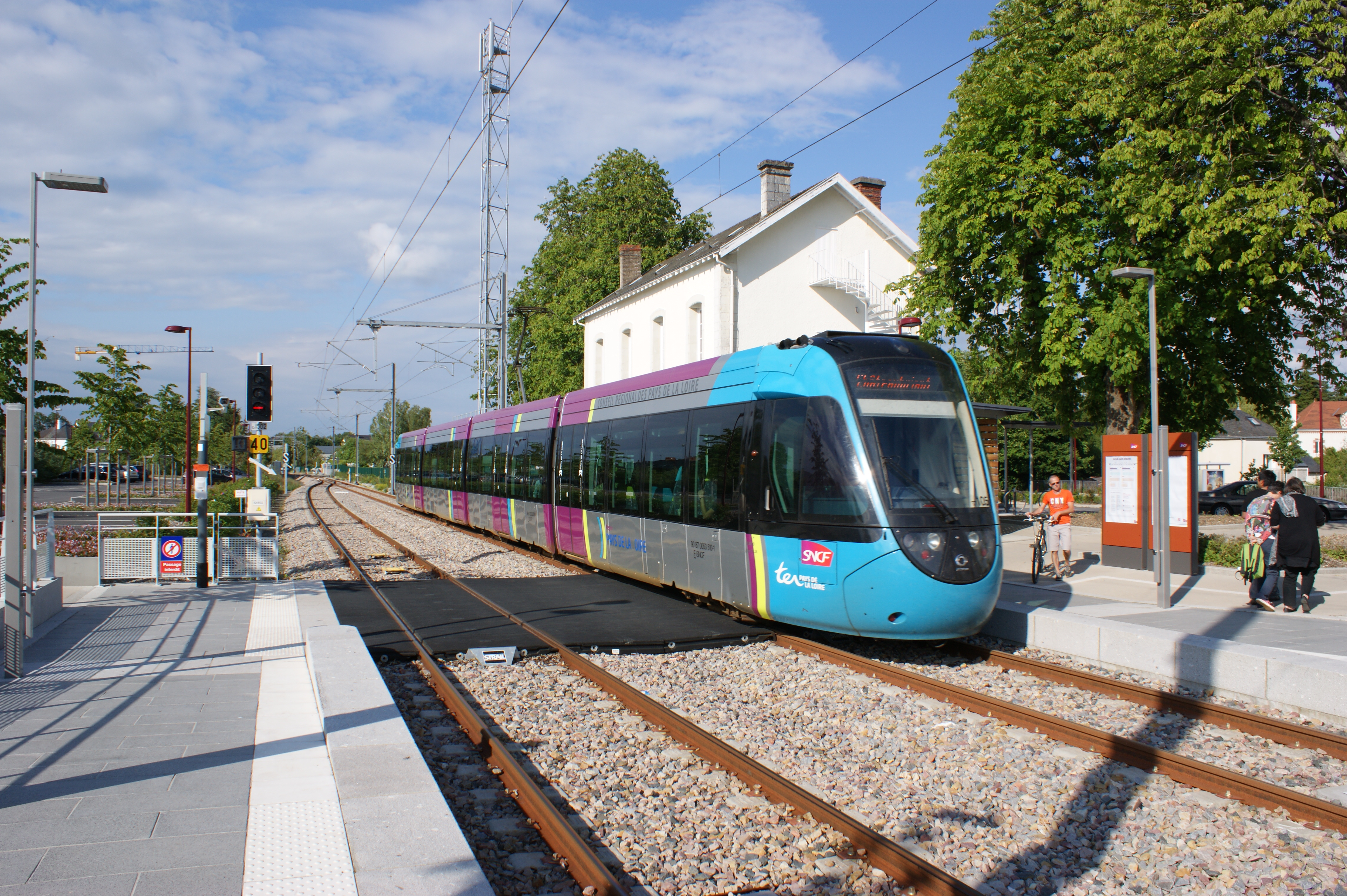
Triebwagen im Bahnhof von Sucé-sur-Erdre 2014. In einigen Planungsvarianten hätte hier der elektrische Vorortverkehr enden sollen.

Als die Planungen zur Wiedereröffnung in den 1990er Jahren begannen, standen drei Varianten zur Diskussion. Die erste sah eine Wiederinbetriebnahme der ganzen Strecke mit Dieseltriebwagen vor. In den beiden anderen wurde eine Verwendung von elektrischen Leichttriebwagen (Tram-Train) von Nantes bis Sucé-sur-Erdre vorgesehen; die in der einen Variante in der Nähe von Babinière auf die Straßenbahnlinie 2 wechseln sollten; ab Sucé sollten in beiden Varianten Dieseltriebwagen nach Châteaubriant fahren. Am Ende wurde eine weitere Varianten gewählt, die Tram-Trains für die komplette Linie vorerst ohne Mitbenutzung des Straßenbahnnetzes zu verwenden.
Nach öffentlichen Anhörungen am 9. Juni und 10. Juli 2008 wurde das öffentliche Interesse an einer Wiedereröffnung festgestellt. Nach den damaligen Untersuchungen wurden bis zu 11 000 Fahrgäste pro Tag erwartet, das wäre die am stärksten benutzte Achse in der Region gewesen.

#### Planungen 2008
Die Planungen von 2008 sahen werktags neun Hin- und Rückfahrten von Nantes nach Sucé, neun weitere nach Nort und fünf nach Châteaubriant vor, so dass zwischen Nantes und Sucé-sur-Erdre insgesamt 23 Zugpaare unterwegs gewesen wären. Die Züge der Linie nach Châteaubriant sollte gleichmäßig über den Tag fahren, die nach Nort nur im Berufsverkehr alle 30 Minuten, die nach Sucé stündlich in den schwächeren Zeiten. Sonnabend und Sonntags war ein dünnerer Fahrplan vorgesehen. Damals war vorgesehen, Nantes–Nort-sur-Erdre bereits 2011 zu eröffnen, die Züge nach Châteaubriant hätten dort ebenfalls gewendet.
Die Eröffnung der Linie erfolgte schließlich in einem Schritt; die Arbeiten sollten bis Ende 2012 abgeschlossen werden, um Anfang 2013 fahren zu können. Durch Probleme mit der Verwaltung wurde die Eröffnung auf Ende 2013 erneut verschoben,
, bevor der Termin endgültig für den 28. Februar 2014 angekündigt wurde.

#### Planungen 2012
Durch die Verzögerungen bei der ersten Phase wurde die Strecke in einem Stück eröffnet. 2012 hatte sich der Fahrplan so weit geändert, dass täglich zwei weitere Zugpaare von Sucé-sur-Erdre nach Châteaubriant verlängert werden sollten.

### Wiedereröffnung 2014
Die ersten Testfahrten begannen am 5. August 2013 bei der Kreuzung mit der Straßenbahnstrecke. Ab 5. September wurde die gesamte Strecke testweise befahren.
Die Linie wurde am 28. Februar 2014 eingeweiht. Unter der Woche fuhren nun sieben Züge von Nantes nach Châteaubriant, fünf sonnabends und vier am Sonntag.
Ab 5. Mai kamen sechs Verstärker nach Suce hinzu, ab 6. Juli fuhren Pendelzüge nach Nort-sur-Erdre. Ab 25. August wurden fünf weitere Fahrten pro Richtung eingeführt, damit war das Angebot komplett.
Im Eröffnungsjahr betrugen die Betriebskosten etwa 6,5 Mio. €.
Die drei Überlandbuslinien (Lila 40, 41, 42) zwischen Nantes und Châteaubriant wurden zum 1. September 2014 eingestellt, um Parallelverkehre zu vermeiden. Sie wurden durch Pendelbusse zu den Bahnhalten ersetzt. Der Abschnitt der Linie 40, der weiter ab von der Bahnstrecke verlief, ging in eine neue Linie 48 von Joué-sur-Erdre über Petit-Mars nach Nantes auf.

2015 erhielt die Linie den von der Zeitschrift La Vie du Rail vergebenen Preis für vorbildliche Zugänglichkeit. Sowohl die Stationen als auch die 24 vollständig niederflurigen Citadis-Dualis-Triebwagen sind besonders für Menschen mit eingeschränkter Mobilität geeignet.
Im Juli 2015 wurde ein achtes Zugpaar auf der Gesamtstrecke eingeführt.

## Streckenbeschreibung

### Verlauf

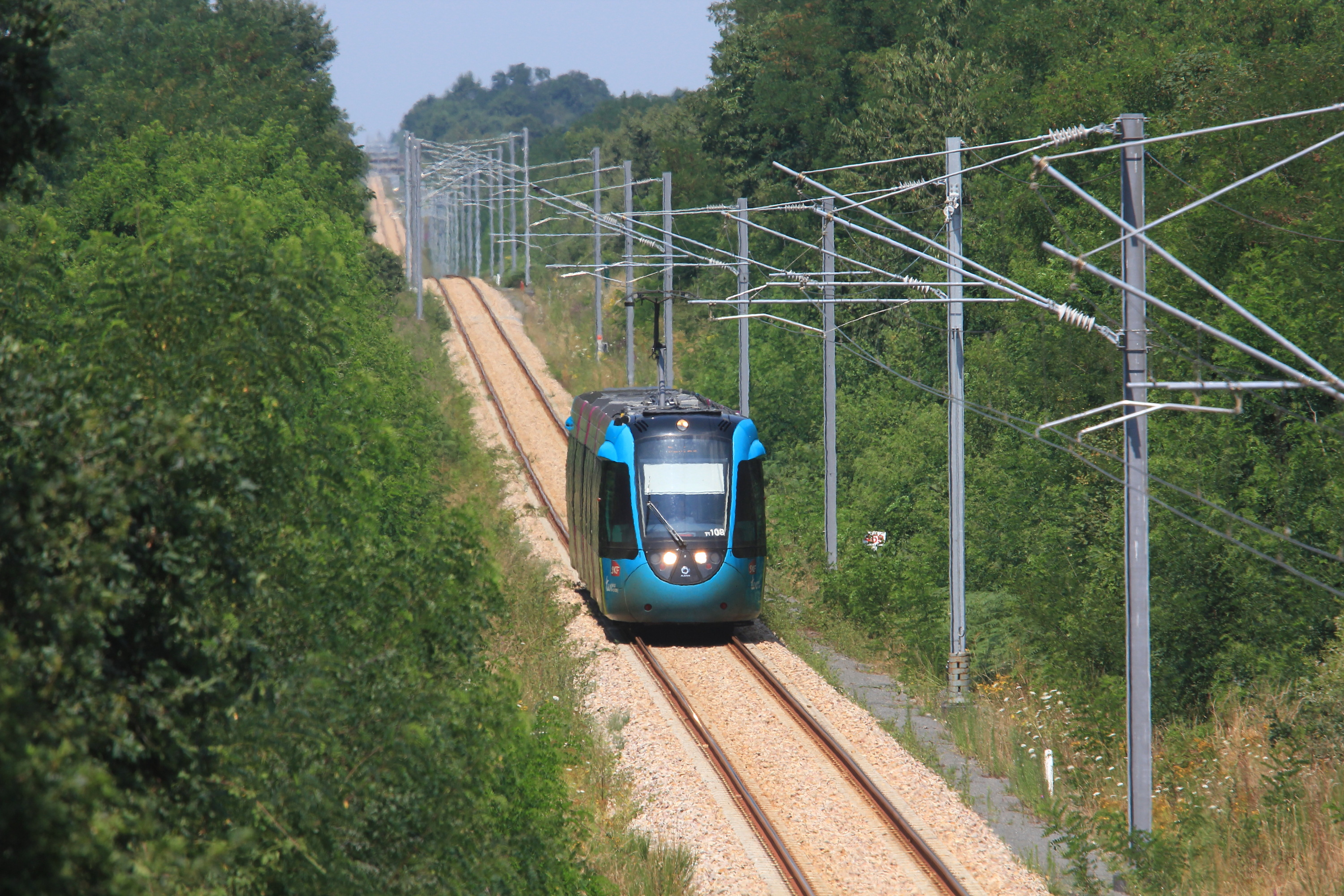
Ein Triebwagen in Richtung Nantes kurz hinter Nort-sur-Erdre

Die 63 km lange Bahnstrecke beginnt im Bahnhof Nantes, der als damaliger Bahnhof der PO zur Bauzeit der Strecke Nantes-Orléans genannt wurde. Sie verlässt den Bahnhof nach Osten und entfernt sich dann bald von der Hauptstrecke nach Tours und Paris und wendet sich nach Norden. Sie trifft auf die Gleise vom Bahnhof Nantes-État (der ehemaligen Staatsbahngesellschaft), der heute nur noch im Güterverkehr genutzt wird. Da beide Strecken unterschiedlichen Gesellschaften gehörten, lagen sie unverknüpft nebeneinander, heute (2017) bestehen im Güterbahnhof Doulon Möglichkeiten, die Strecke zu wechseln. Hinter Doulon biegt die Bahnstrecke Nantes–Segré nach rechts und unsere nach links (Nordwesten) ab und umfährt so die Stadt.
Kurz vor der Erdre erreicht sie das Gelände des ehemaligen Bahnhofes Saint-Joseph, das für die Einrichtung des Tram-Trains gründlich umgestaltet wurde. Seitdem findet sich, etwas südlich des ehemaligen Bahnhofes der Umsteigeknoten Haluchère-Batignolles. Die ehemaligen Gleisanschlüsse sind abgebaut worden.
Nach dem Pont de la Jonelière über die Erdre, auf dem sie auch das Stadtgebiet von Nantes verlässt, wendet sie sich nach Norden und verläuft entlang der Erdre. Sie durchquert la Chapelle-sur-Erdre, Sucé-sur-Erdre und Nort-sur-Erdre, die heute zum Ballungsraum Nantes zählen. Die bis hierhin bogenreiche Trasse wird im ländlichen Raum gradliniger. Bei Abbaretz nimmt sei eine nordöstliche Richtung an und führt über Issé nach Châteaubriant.

### Bahnhöfe

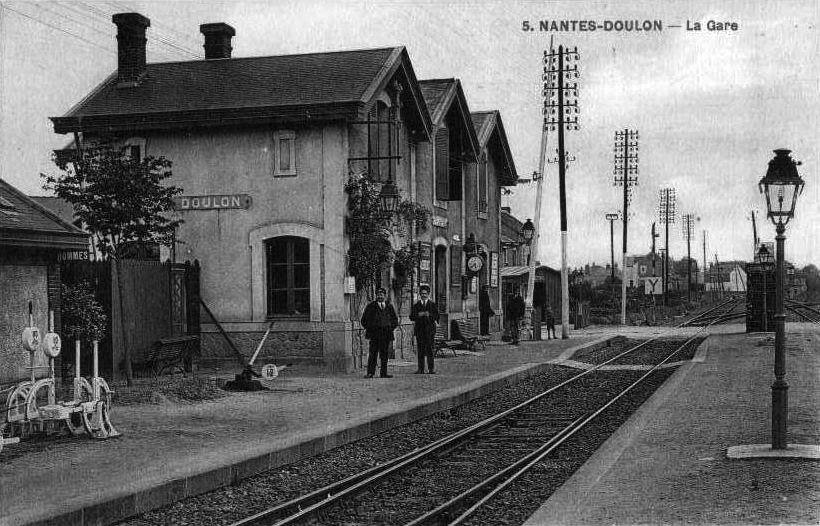
Doulon um 1910

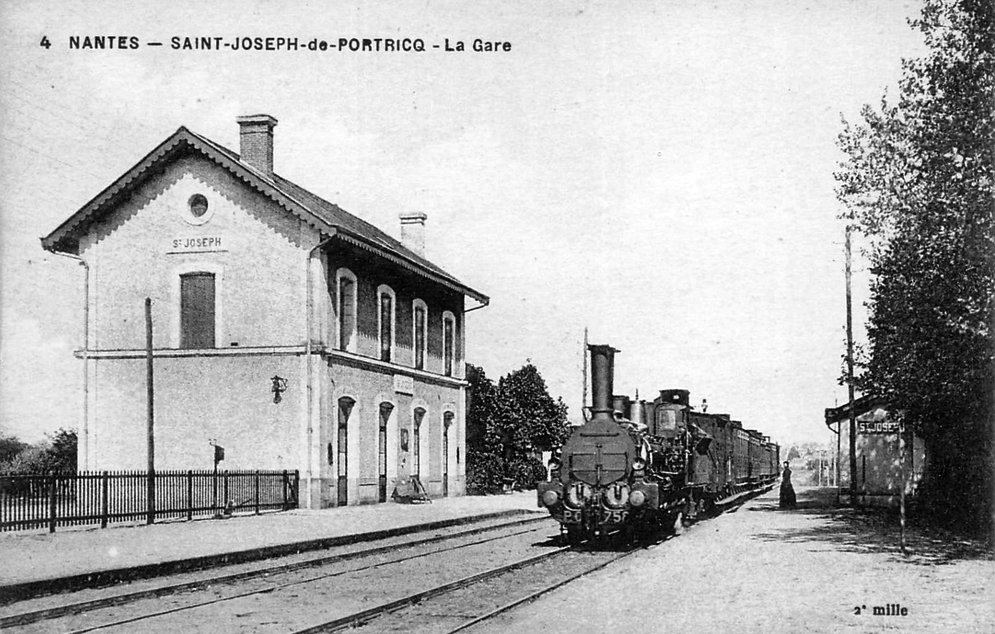
Alter Bahnhof St-Joseph um 1900

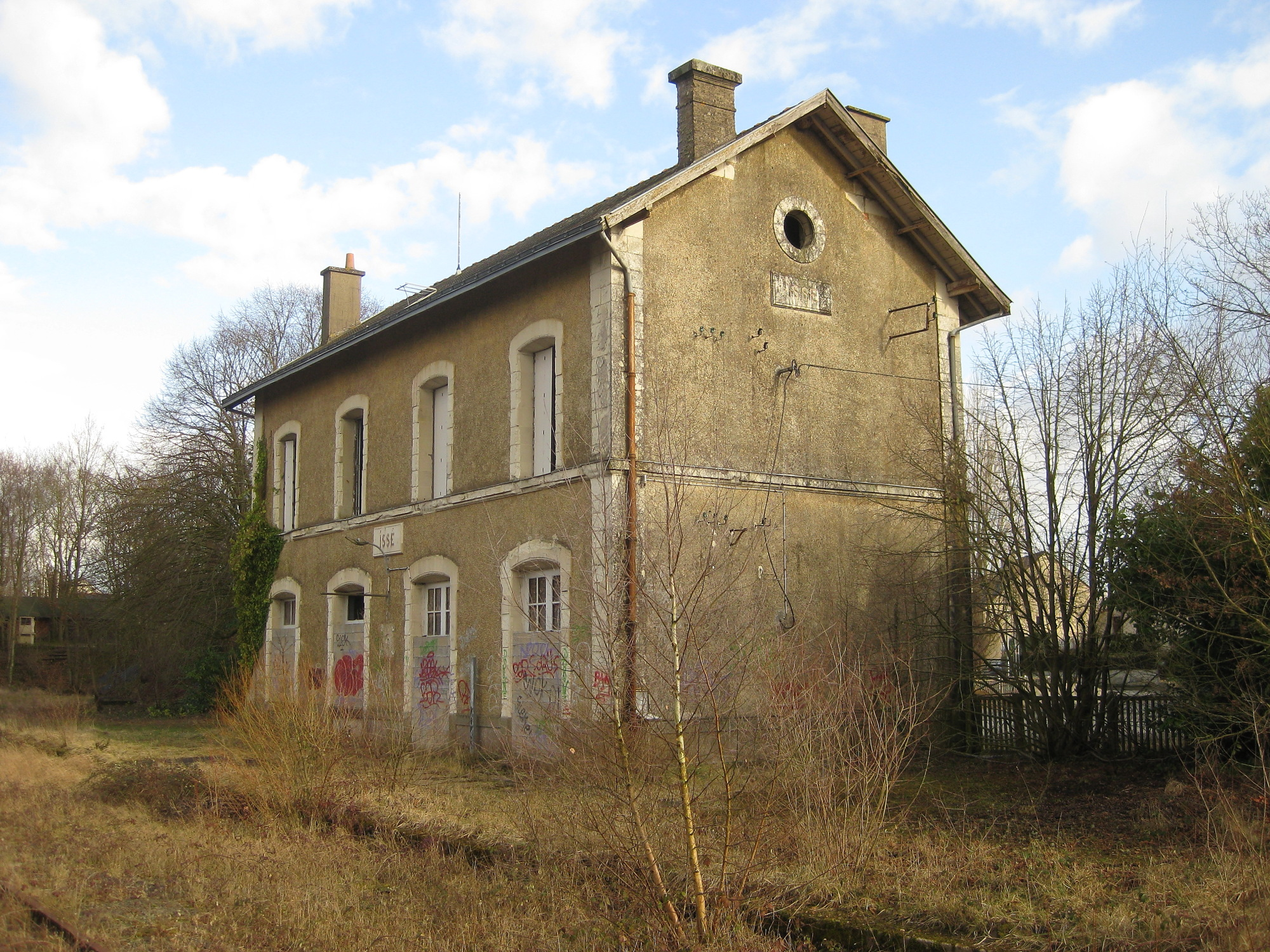
Ehemaliges Empfangsgebäude von Issé 2007, zugemauert; wurde ein paar Jahre später abgerissen

#### Vor dem Tram-Train
In der Zeit vor 1980 verband die Strecke dreizehn Bahnhöfe und Haltepunkte, die (mit Ausnahme von Nantes) alle zwischen 1877 und 1908 eröffnet worden waren:
- Bahnhof Nantes (seit 1851);
- Doulon: 18. Mai 1885 als Haltepunkt eröffnet, später Bahnhof[47];
- Saint-Joseph
- La Chapelle-sur-Erdre;
- Sucé-sur-Erdre;
- Casson: Haltepunkt, Eröffnung 1908[14];
- Nort-sur-Erdre;
- Saffré-Joué: Haltepunkt, eingerichtet gegen Ende des 19. Jahrhunderts als halte du Pavillon, 1907 umbenannt[48];
- Abbaretz;
- Issé;
- La Claie: Haltepunkt in der Gemeinde Issé, eröffnet im August 1893[49];
- La Cantraie: Haltepunkt in der Gemeinde Erbray, eröffnet 1903[50];
- Châteaubriant.

Bei der ersten Wiedereröffnung 1948 blieb La Cantraie geschlossen. Zwei Gemeinden hatten nie einen eigenen Bahnzugang, obwohl die Strecke ihre Gebiete berührt: Louisfert und Moisdon-la-Rivière, die beide von La Cantraie aus erreichbar waren.
Die Bahnhofsgebäude der Zwischenstationen wurden nach den Standardplänen der PO gebaut, sie waren als Bahnhöfe vierten Ranges eingestuft, nur Nort-sur-Erdre galt als drittklassig. In Saffré-Joué wurde ein Anbau und ein Unterstand an das ältere Schrankenwärterhaus errichtet, La Cantraie erhielt einen einfachen Bahnsteig mit zwei Laternen. In Doulon wurde erst an den Schrankenposten angebaut, später ein dritter Bau errichtet.
Der Bahnhof Châteaubriant gehörte zur Compagnie des chemins de fer de l’Ouest und war dort als Bahnhof zweiten Ranges eingestuft.
Nach 1980 wurden die Bahnhofsgebäude von Abbaretz und Sucé-sur-Erdre verkauft; die der anderen Zwischenstationen wurden vermauert oder abgerissen.

#### Tram-Train

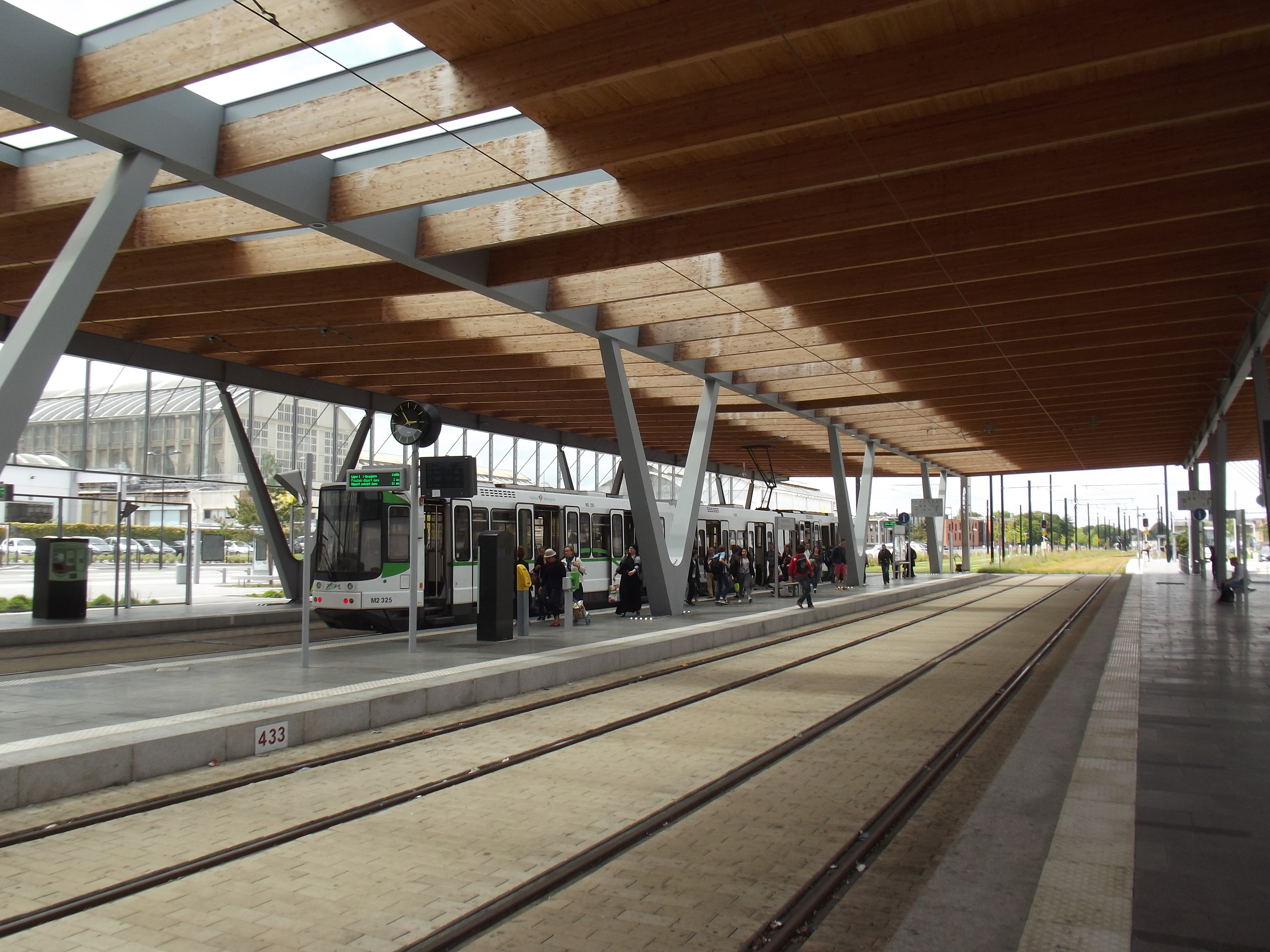
Umsteigebahnhof Haluchère-Batignolles. Die vorderen Gleise gehören zur Strecke nach Châteaubriant, dahinter ein Zug der Linie 1 der Straßenbahn Nantes

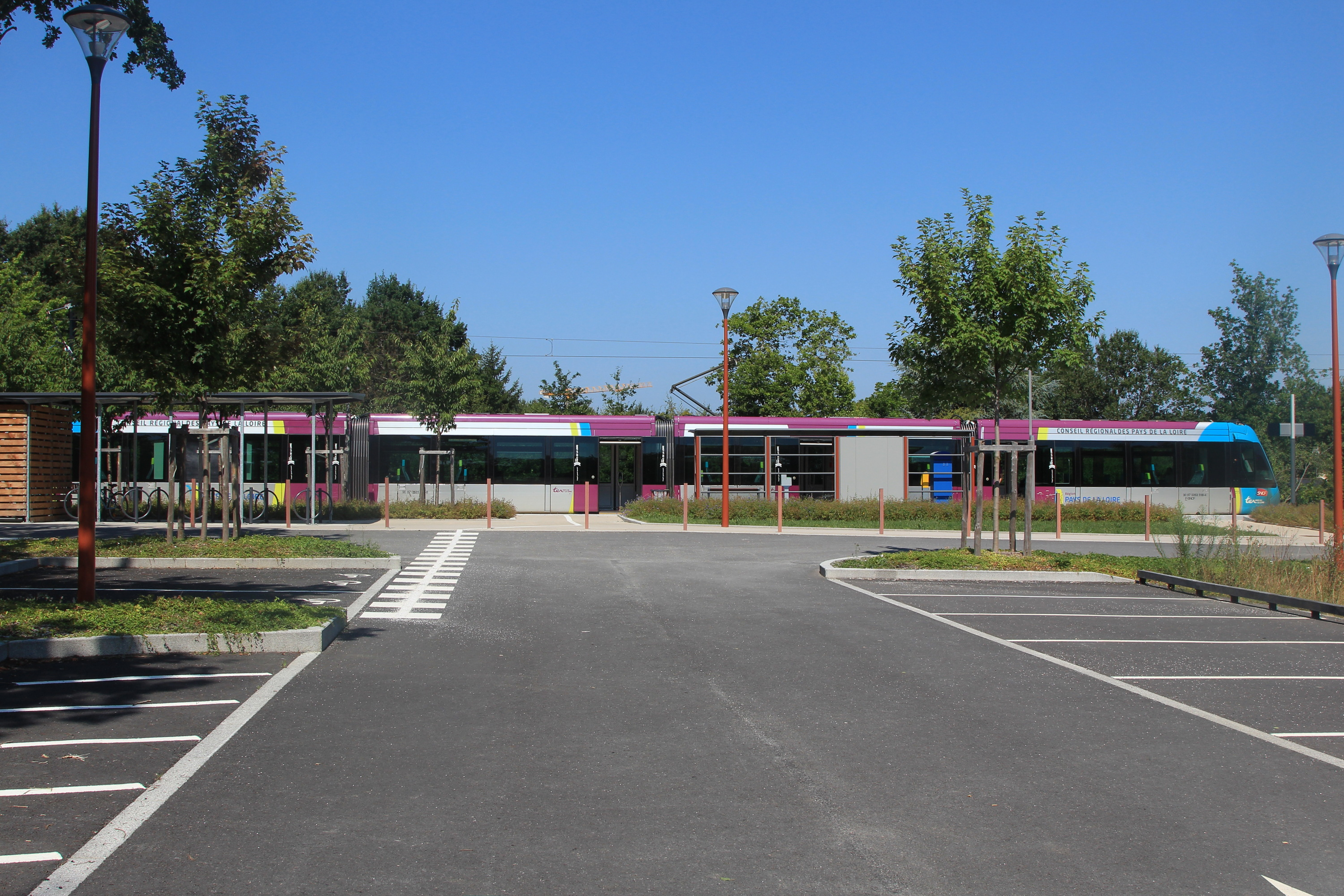
Neuer Halt in La Chapelle-Aulnay

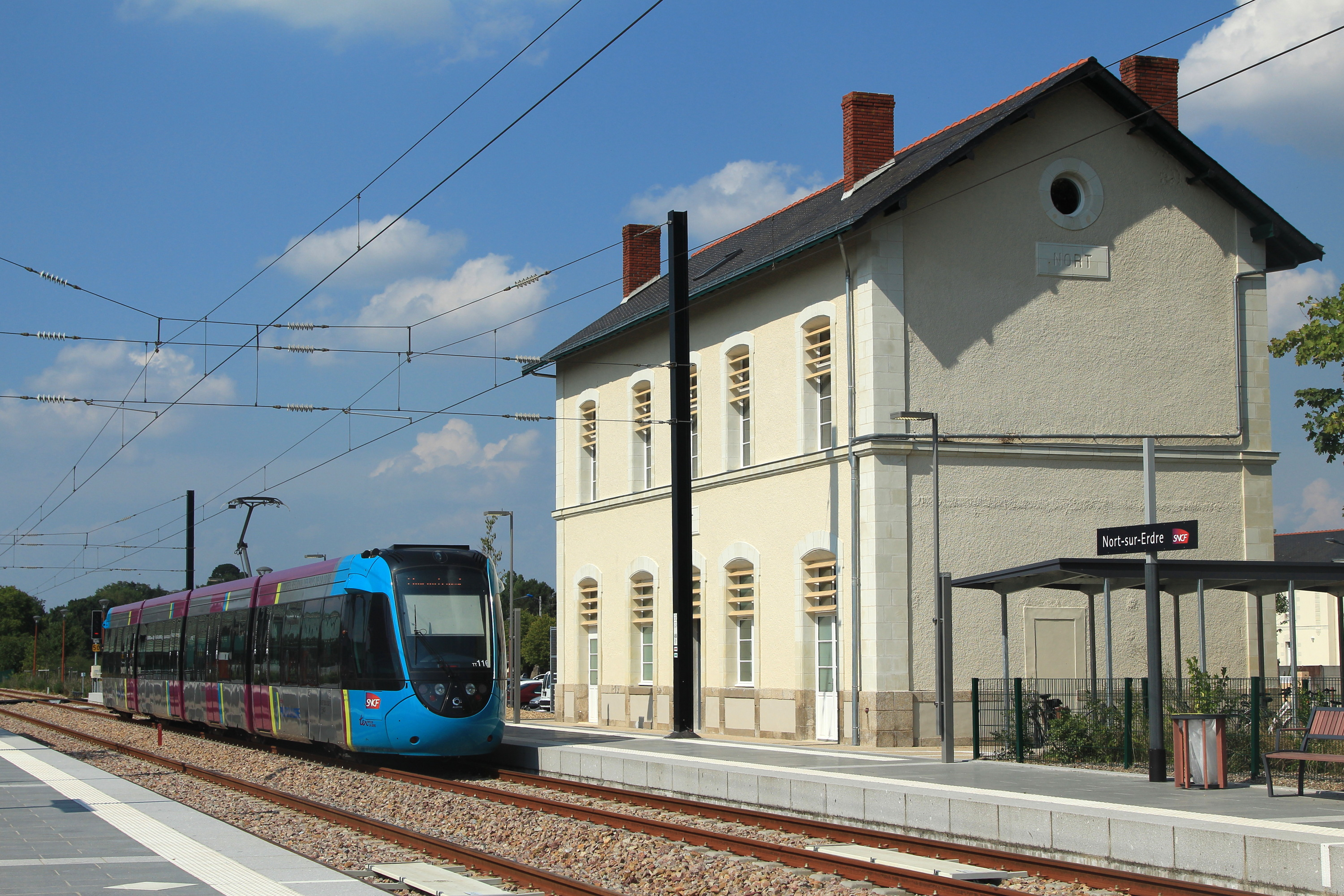
Bahnhof Nort-sur-Erdre

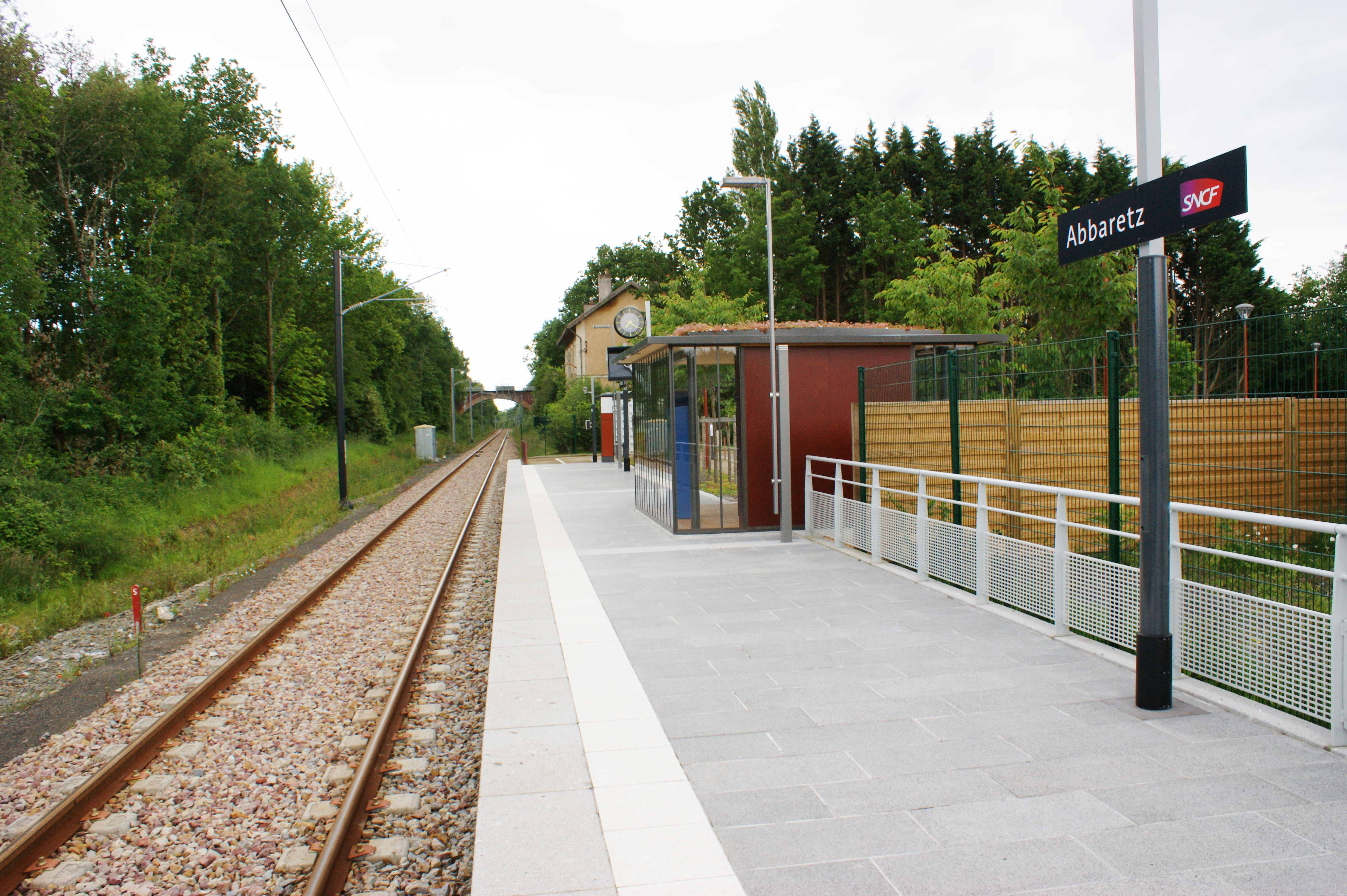
Bahnhof Abbaretz

Der 2008 festgelegte Plan sah elf Stationen vor:
- Zwei Stationen in Nantes:
  - Bahnhof Nantes,
  - Haluchère-Batignolles: Umsteigeknoten zu Straßenbahn, Stadt- und Regionalbus;
- Vier neue Stationen in La Chapelle-sur-Erdre:
  - Babinière: Umsteigeknoten,
  - Erdre-Active,
  - La Chapelle-Centre,
  - La Chapelle-Aulnay;
- Sucé-sur-Erdre: Einrichtung einer neuen Station in der Nähe der alten, jetzt Maison des associations (Haus der Vereine);
- Nort-sur-Erdre: Wiedereröffnung an alter Stelle;
- Abbaretz: Neu in der Nähe des alten Bahnhofes;
- Issé: Neubau an alter Stelle;
- Châteaubriant: Ausbau zum Umsteigeknoten.

Saffré-Joué, La Claie und Casson wurden nicht wiedereröffnet. Insbesondere bei Letzterem gab es starke Forderungen nach einem Halt; diese wurden jedoch unter Hinweis auf die ungünstige Lage zum Ort und die Nähe zum Bahnhof Sucé-sur-Erdre abgelehnt.
Von den alten Bahnhofsgebäuden der Zwischenstationen sind noch Sucé-sur-Erdre, Nort-sur-Erdre und Abbaretz vorhanden, nur das in Nort dient noch seinem ursprünglichen Zweck.
Die Baupläne bei der Einrichtung des Tram-Trains berücksichtigten eine mögliche Verknüpfung mit der Straßenbahn Nantes, so dass die Vorortzüge auch die acht Zwischenstationen von Haluchère-Batignolles bis Nantes mitbedienen könnten. 2017 ist dieses jedoch nicht geplant.

### Ingenieurbauwerke

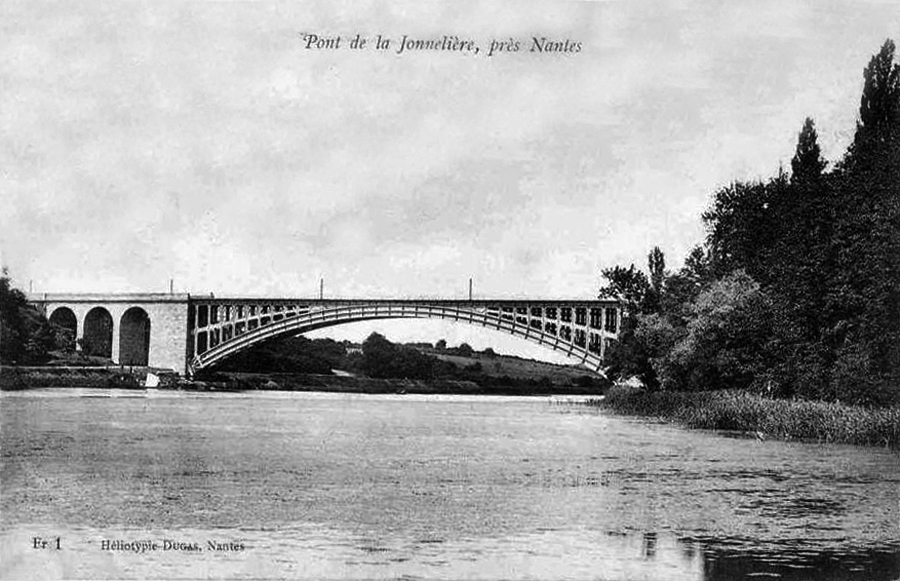
Pont de la Jonnelière über die Erdre auf einer Postkarte um 1900

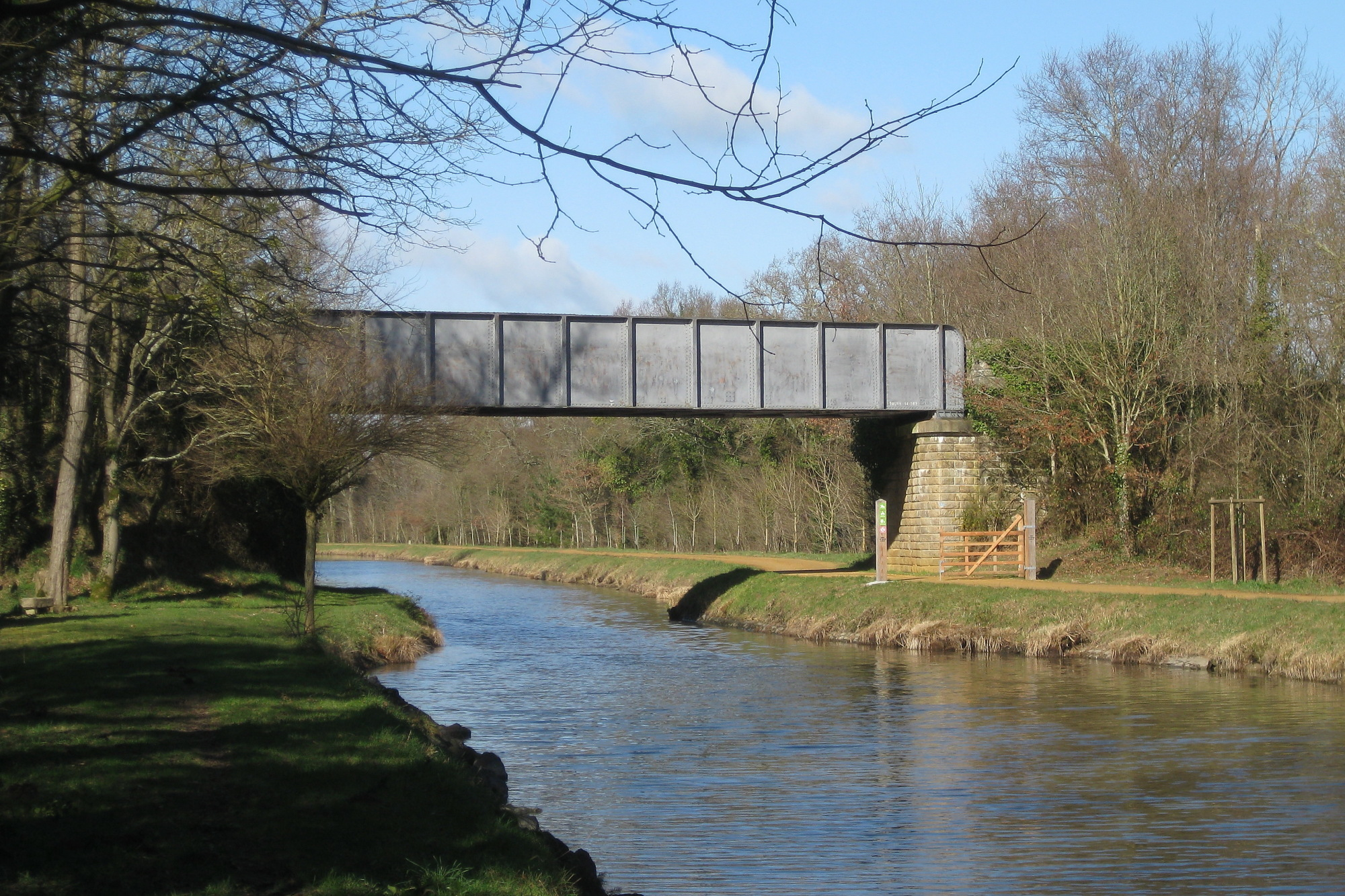
Alte Brücke über den Canal de Nantes à Brest

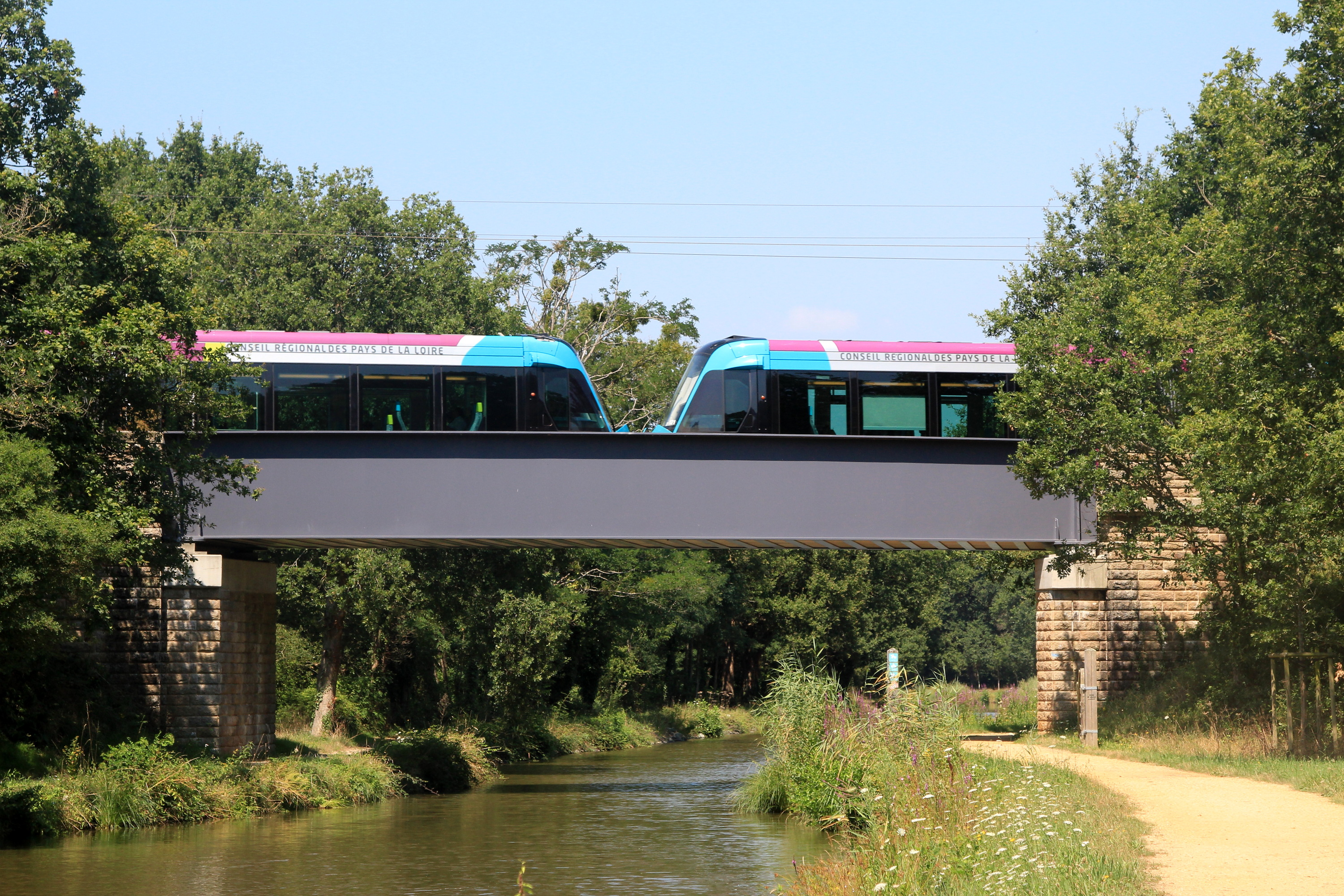
Dieselbe Stelle 2014 mit neuer Brücke

Beim Bau der Strecke wurden 63 Bahn- und Straßenbrücken errichtet, es waren Stahl- und Steinbrücken nach den Mustern der PO. Nach dem Zweiten Weltkrieg wurden sieben weitere in Zusammenhang mit neuen Straßen angelegt, unter anderem für den Straßenring um Nantes und die Autoroute A11.
Das bedeutendste Bauwerk ist der 190 m lange Pont de la Jonelière, der an der Grenze von Nantes und La Chapelle-sur-Erdre die Erdre quert. Ursprünglich war es eine Stahlbogenbrücke, nach ihrer Zerstörung durch die deutsche Armee 1944 wurde sie 1948 als Betonbrücke wiederaufgebaut. Er ruht an beiden Ufern auf den wiederaufgebauten steinernen Bögen. 1907 wurde ein Fußgängersteg hinzugefügt. Bis 2014 wurde sie erweitert, heute trägt die Brücke zwei Fußgängerstege (einen an jeder Seite), einen Radweg, das Gleis und Platz für ein weiteres Gleis für eine geplante Verbindung der Straßenbahnlinien 1 und 2.
Ein anderes erwähnenswertes Bauwerk ist der 30 m lange Steinviadukt über den Hocmard. Auch er musste nach dem Zweiten Weltkrieg neu gebaut werden.
Die dritte größere Brücke ist die 19,84 m lange über den Canal de Nantes à Brest, eine Metallträgerbrücke, die wie alle Stahlbrücken beim ursprünglichen Streckenbau von der Firma Roussel geliefert wurde. Er musste für die Wiedereröffnung durch einen neuen, 52 t schweren Träger ersetzt werden, der am 12. Juli 2011 eingehoben wurde. Er wurde etwas höher gelegt, um zusätzlichen Platz für den Schiffsverkehr zu erhalten.
Für die Wiedereröffnung 2014 mussten insgesamt drei Straßenbrücken höher gelegt werden und die Träger von sieben Bahnbrücken ersetzt werden.

### Ausrüstung

#### Gleise
Zwischen a Chapelle-sur-Erdre und Châteaubriant war die Strecke immer eingleisig. Kreuzungsbahnhöfe gab es in Sucé-sur-Erdre, Nort-sur-Erdre, Abbaretz und Issé. Zwischen Nantes und La Chapelle war sie zeitweise mehrgleisig, auch wegen des abzweigenden Verkehrs nach Blain und Segré.
Die Strecke war bis 2008 nicht elektrifiziert, der Oberbau bestand aus Doppelkopf- und Vignolschienen auf Holzschwellen, zwischen Issé und Abbaretz auch Stahlschwellen. Zur Wiedereröffnung 2014 wurde der gesamte bisherige Oberbau (Schienen, Schwellen und Schotter) entfernt.
Für die neuen Gleisanlagen wurden 140 600 t Schotter, 115 000 Betonschwellen und 140 km geschweißte Langschienen eingebaut. Die Strecke ist weiterhin überwiegend eingleisig, es bestehen Kreuzungsbahnhöfe in Doulon, Haluchère-Batignolles, Sucé-sur-Erdre,  Nort-sur-Erdre und Issé sowie ein zweigleisiger Abschnitt von Babinière bis La Chapelle-Centre. Je zwei Bahnsteiggleise sind in Nantes und Châteaubriant verfügbar, sowie jeweils ein Abstellgleis für zwei gekuppelte Citadis Dualis in Suce und Nort. Das Kreuzungsgleis in Haluchère-Batignolles war ursprünglich nur als Option für später vorgesehen, wurde aber dann gleich mit umgesetzt. 11 der bisher 41 Bahnübergänge wurden geschlossen.
Strecke und Fahrzeuge sind für 100 km/h zugelassen, in der Betriebsart „Straßenbahn“ für 70 km/h.

#### Elektrifizierung
Bis zur Wiedereröffnung konnten nur Dampf- und später Dieselfahrzeuge verkehren. Bis 2014 wurde die Strecke durchgängig elektrifiziert, mit zwei Stromsystemen:
- Mit 25 kV Wechselspannung bei 50 Hz (das übliche System bei neu elektrifizierten Bahnstrecken in Frankreich) im Bahnhof Nantes und zwischen Babinière und Châteaubriant;[59][60]
- mit 750 V Gleichspannung im Stadtbereich von Nantes bis 400 m vor Babinière; dies ist das gleiche Stromsystem wie bei der Straßenbahn Nantes.

Entlang der Linie finden sich vier Unterwerke, die Strom in die Fahrleitung einspeisen. In Doulon, Haluchère-Batignolles und Babinière für den Gleichstrom, in Nort-sur-Erdre für den Wechselstrom, der Bahnhof Nantes wird vom Unterwerk Blottereau (im Osten von Nantes, ehemaliger Rangierbahnhof) versorgt. Die Spannung wurde erstmals am 24. Juni 2013 angelegt, als erste Testfahrten bevorstanden.

#### Signale und Sicherungstechnik

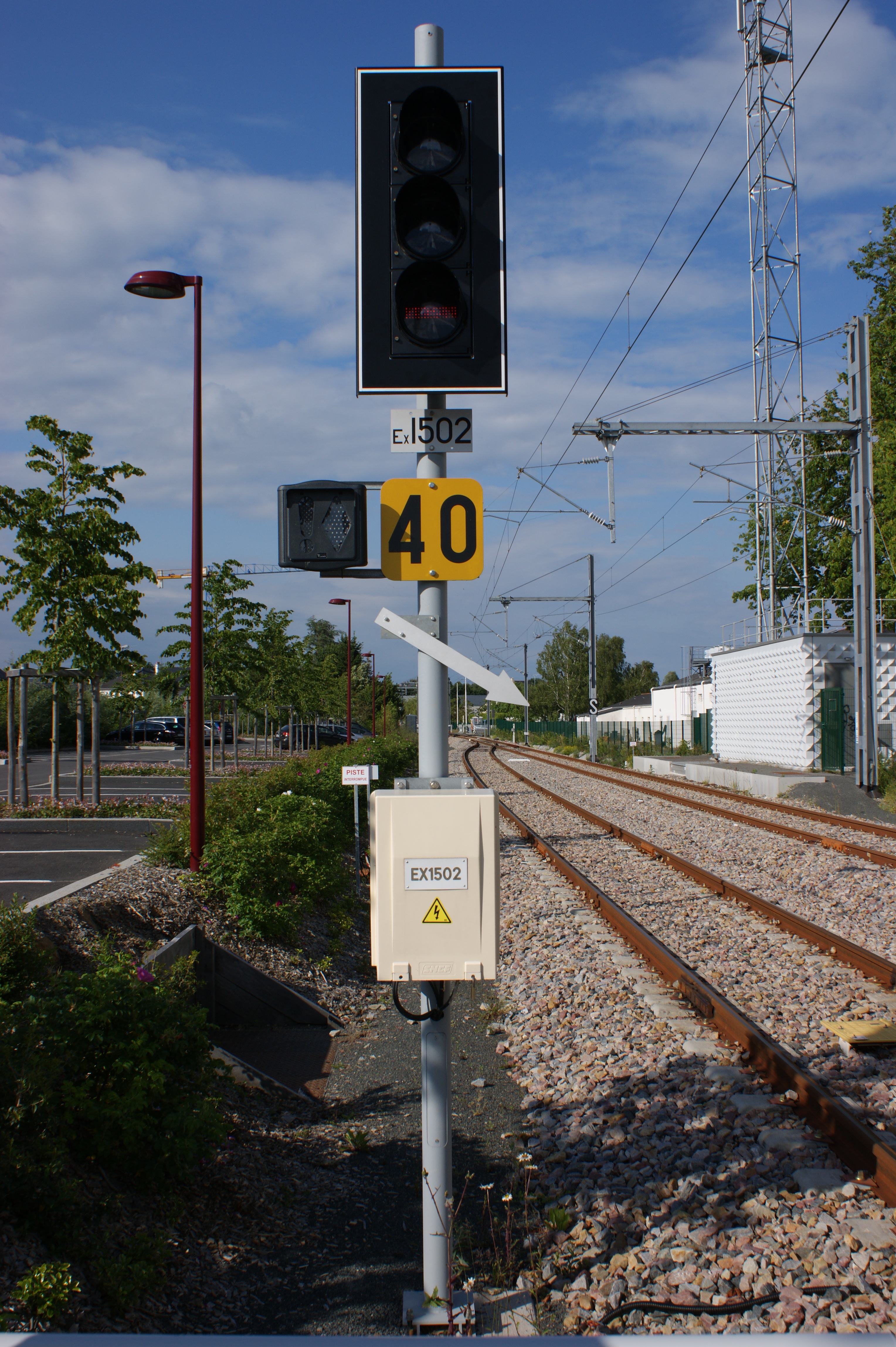
Ausfahrsignal in Sucé-sur-Erdre

Im Bahnhof Nantes besteht ein klassisches Eisenbahn-Signalsystem („block automatique lumineux“), von dort bis Babinière wird nach den Lichtzeichen und Regeln für Straßenbahnbetrieb gefahren, ab Babinière wird ein vereinfachtes Eisenbahn-Signalsystem („block tram“) verwendet.
Vor 2014 wurde die Strecke ohne feste Signale in der Betriebsart voie unique à signalisation simplifiée (VUSS), eine Art Zugleitbetrieb, gesichert.

## Betrieb seit 2014

### Fahrzeuge
Die Strecke wird nur von Triebwagen des Typs Citadis Dualis (U 53500) befahren, von denen 24 Stück vorhanden sind. Für dieses Strecke würden zwölf Stück ausreichen, die Triebwagen werden auch auf der Bahnstrecke Nantes-Orléans–Saintes für den Verkehr nach Clisson eingesetzt.

### Betriebswerk
Bei Doulon befindet sich ein Betriebswerk. Hier können alle 24 Fahrzeuge abgestellt und die regelmäßigen Instandhaltungsarbeiten durchgeführt werden. Es bestand bereits für die Züge nach Clisson und ist bis Juli 2014 deutlich vergrößert worden.

### Betriebsführung
Die Sicherungstechnik der Strecke wird von einem dafür errichteten Anbau des Stellwerkes in Nantes gesteuert.
Die Aufsicht und Planung des Betriebes erfolgt in Nort-sur-Erdre.

### Fahrtangebot
Die Triebwagen fahren 2017 als Regionalzüge des TER Pays de la Loire, sie fahren nicht über die beiden Streckenendpunkte hinaus. An Montagen bis Freitagen fahren acht Züge die Gesamtstrecke hin und zurück, Sonnabends fünf und Sonntags vier. Zehn weitere fahren unter der Woche bis Nort-sur-Erdre, sechs nur bis Sucé-sur-Erdre; Sonntags hingegen fahren nur jeweils vier von und nach Nort und Sucé-sur-Erdre.
In Doulon besteht Güterverkehr, nördlich davon fahren nur die Triebwagen.

### Verknüpfungen

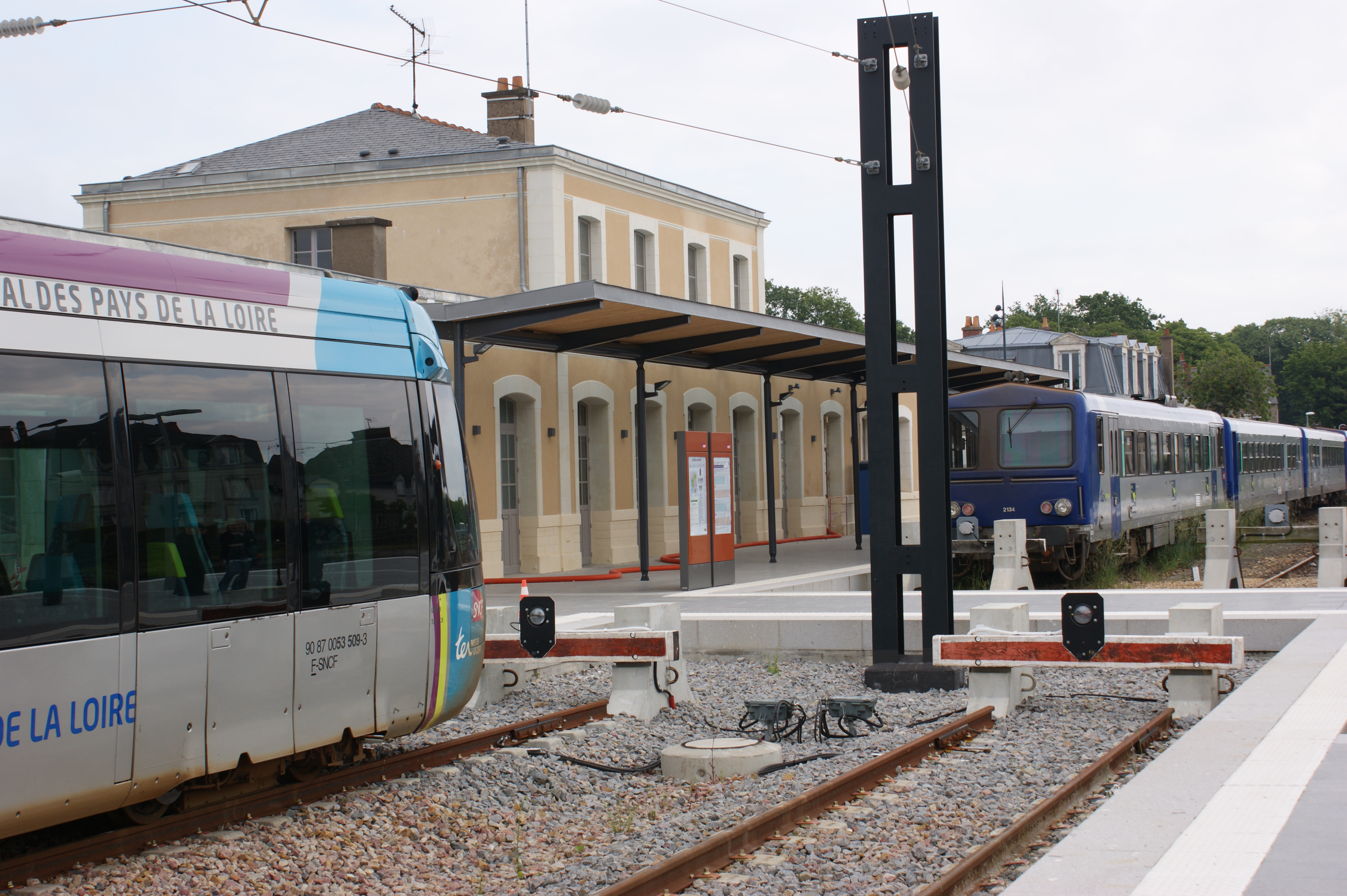
In Châteaubriant stehen die Züge aus Rennes (hinten) und Nantes hintereinander am gleichen Bahnsteig

Im Bahnhof nantes besteht Anschluss an mehrere regionale und überregionale Bahnverbindungen, in Châteaubriant kann auf die Dieseltriebwagen der Bahnstrecke Châteaubriant–Rennes umgestiegen werden. In Nantes und Haluchère-Batignolles bestehen Anschlüsse zu den Stadtbussen und der Straßenbahn von Nantes sowie zu Regionalbussen. In Sucé-sur-Erdre, Nort-sur-Erdre, Abbaretz und Châteaubriant gibt es lokale Pendelbusse zu den Bahnhalten.

## Anschluss des Flughafens Aéroport du Grand Ouest
Der Flughafen Nantes soll durch einen Neubau Aéroport du Grand Ouest bei Notre-Dame-des-Landes ersetzt werden. Er liegt damit in der Nähe der ehemaligen Bahnstrecke Blain-La Chapelle-sur-Erdre. Es wird daher eine Bahnanbindung über La Chapelle nachgedacht, die den Bahnhof Nantes in etwa 30 min mit der neuen Flughafen verbinden könnte.
Kritisiert wird (neben dem sehr umstrittenen Flughafenprojekt an sich), dass diese Anbindung alleine auf Nantes zielt, ein Anschluss von Westen her, idealerweise von Savenay, würde auch Saint-Nazaire, Vannes und Rennes erschließen. Damit könne sie deutlich mehr Fahrgäste erreichen. Die Flughafengesellschaft wünscht sich langfristig eine eigene Schnellstrecke Nantes–Flughafen–Rennes. Die Vertreter der Region haben sich dennoch für den Tram-Train ausgesprochen.